# Hermes Trismegistos

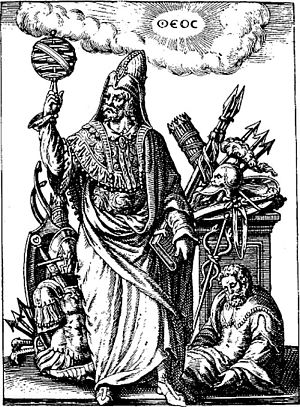
Hermes Trismegeistos

Hermes Trismegistos är en sengrekisk benämning för den egyptiske guden Thot, som grekerna identifierade med sin egen gud Hermes.
Hermes Trismegistos betraktades som allt mänskligt vetandes upphov, och gällde som författare av de  Hermetiska skrifterna , en omfångsrik, senantik litteratur med astrologiskt, medicinskt, alkemistiskt, magiskt och i synnerhet religiöst-filosofiskt innehåll, röjande släktskap med gnosticismen.
Av dessa skrifter, som spelade en avgörande roll i medeltidens mystik, är åtskilliga bevarade på grekiska, latin eller arabiska.